# Enrico Engel
Enrico Engel (Isola d'Istria, 1º giugno 1909 – ...) è stato un calciatore italiano, di ruolo centrocampista.
Giocava nel ruolo di mediano.

## Carriera
Debuttò in Prima Divisione con la Monfalconese C.N.T..
In seguito passò al Lecce, con la cui maglia prese parte a 20 gare del campionato di Serie B, siglando 11 reti.
Nella stagione 1931-1932 giocò invece con il Modena, esordendo il 13 settembre 1931 in Roma-Modena (4-2): in quell'annata collezionò in totale 7 presenze in massima serie.
L'anno dopo passò al Catania, dove disputò 17 partite in Prima Divisione, con una rete al Trapani.